# Steve Hegg
Pour les articles homonymes, voir Hegg.
Steve Hegg, né le 3 décembre 1963 à Dana Point, est un coureur cycliste américain professionnel entre 1988 et 2000. Il a notamment été champion olympique de la poursuite lors des Jeux olympiques de 1984 à Los Angeles, et champion des États-Unis sur route en 1994.
Il est intronisé au Temple de la renommée du cyclisme américain en 2006.

## Palmarès sur piste

### Jeux olympiques
- Los Angeles 1984
  -  Champion olympique de la poursuite
  -  Médaillé d'argent de la poursuite par équipes

### Championnats nationaux
- Champion des États-Unis amateur de poursuite en 1984
- Champion des États-Unis amateur de poursuite par équipes en 1983 et 1986

## Palmarès sur route
- 1986
  - Prologue de la Mammoth Classic
- 1987
  -  Médaillé d'or du contre-la-montre par équipes aux Jeux panaméricains (avec Kent Bostick, John Frey, Andrew Paulin)
  - 4e étape du Tour du Texas
- 1990
  -  Champion des États-Unis du contre-la-montre
- 1992
  - 11e étape de la Redlands Classic
  - 6e étape du Tour de Bisbee
- 1993
  - 5e étape de la Cascade Classic
  - 1re étape de la Redlands Classic (contre-la-montre)
- 1994
  -  Champion des États-Unis sur route
  - 3e étape de la Redlands Classic
- 1995
  -  Champion des États-Unis du contre-la-montre
  - 3e étape de la West-Virginia Mountain Classic
  - Prologue du Tour de Chine
  - 3e du Tour de Chine
- 1996
  -  Champion des États-Unis du contre-la-montre
  - Prologue et 4e étape de la Redlands Bicycle Classic
- 1998
  - 2e du Manhattan Beach Grand Prix
- 1999
  - 2e du championnat des États-Unis du contre-la-montre
- 2000
  - 4e étape du Tour de la Willamette
  - Bonsall-San Luis Rey Classic
  - 2e de la Solano Bicycle Classic